# Franz Gartner

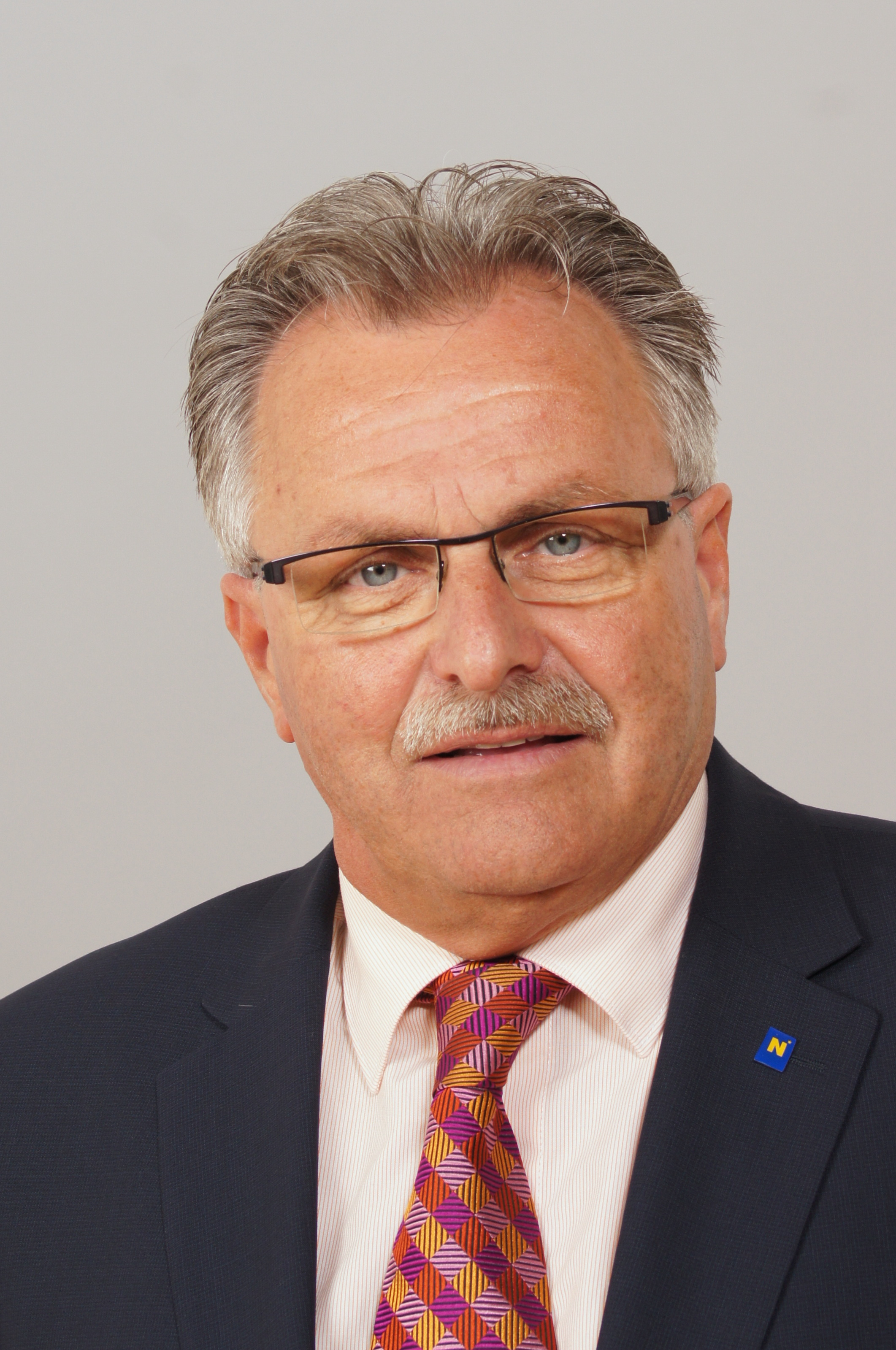
Franz Gartner 2013

Franz Gartner (* 3. Februar 1950 in Baden) ist ein österreichischer Politiker (SPÖ). Gartner war von  2003 bis 2018 Abgeordneter zum Landtag von Niederösterreich. Er lebt in Traiskirchen, ist verheiratet und Vater einer Tochter aus erster Ehe.

## Leben
Gartner absolvierte nach dem Abschluss der Pflichtschule von 1964 bis 1967 eine Lehre als Koch in Baden. Er war danach von 1967 bis 1970 Küchenleiter des Kriegsopferverbandes und von 1970 bis 1990 Küchenleiter der Niederösterreichischen Gebietskrankenkasse im Rehabilitationszentrum Baden. Während seiner Zeit als Küchenleiter der Gebietskrankenkasse engagierte sich Gartner ab 1970 als Betriebsrat und wurde Zentralbetriebsrat des Unternehmens. Daneben war er von 1980 bis 1990 Gemeinderat in Alland und nimmt seit 1990 das Amt eines Gemeinderats in Traiskirchen ein. Zwischen 1995 und 2001 hatte er das Amt des Stadtrats für Umwelt und Bauwesen inne, seit 2001 ist er Vizebürgermeister. Seit Dezember 1999 ist Franz Gartner Obmann des Wasserleitungsverbandes der Triestingtal- und Südbahngemeinden. 
Gartner vertrat die SPÖ ab dem 24. April 2003 im Niederösterreichischen Landtag. Ab 2010 war er Vizepräsident des Verbandes Sozialdemokratischer Gemeindevertreter in Niederösterreich. Ab April 2013 war er Dritter Präsident des Niederösterreichischen Landtages, in dieser Funktion folgte ihm am 22. März 2018 Karin Renner nach.

## Auszeichnungen
- 2014: Großes Silbernes Ehrenzeichen für Verdienste um die Republik Österreich[2]
- 2019: Silbernes Komturkreuz mit dem Stern des Ehrenzeichens für Verdienste um das Bundesland Niederösterreich[3]
- 2025: Ehrenbürger von Traiskirchen[4]